# Partidul Maghiar al Dreptății și Vieții
Magyar Igazság és Élet Pártja (scurt MIÉP): în română Partidul Maghiar al Dreptății și Vieții. István Csurka a părăsit în 1993 partidul MDF (Forumul Maghiar Democrat) și a fondat în același an noul partid MIÉP. El a condus partidul până la moartea sa la 4 februarie 2012, la vârsta de 77 de ani, după o boală lungă. El a fost înlocuit de fostul deputat Zoltán Fenyvessy. În 2017, Zoltán Fenyvessy a fost înlocuit de Tibor Nagy.

## Orientarea politică
MIÉP este un partid naționalist radical, MIÉP consideră că Tratatul de la Trianon a fost nedrept: platforma partidului MIÉP pretinde revizia granițelor vechi al Ungariei (Ungaria Mare) în mod pașnic, Csurka este și un scriitor, a scris 11 cărți de dramă etc. A  primit premiul József Attila. Csurka se definește: "nu de dreapta și nu de stânga ci creștin și maghiar".

## Rezultatele la alegerile generale
| An   | Rezultate | Mandate | Numarul voturilor | Funcția ocupată în Parlament |
| ---- | --------- | ------- | ----------------- | ---------------------------- |
| 1994 | 1,3%      | 0       | 70 192            | N-a intrat                   |
| 1998 | 5,55%     | 14      | 248 825           | Opoziție                     |
| 2002 | 4,37%     | 0       | 245 326           | N-a intrat                   |
| 2006 | 2,20%     | 0       | 119 007           | N-a intrat                   |